# Starosedlský Hrádek
Starosedlský Hrádek (en allemand : Altsattler Bürgel) est une commune du district de Příbram, dans la région de Bohême-Centrale, en République tchèque. Sa population s'élevait à 134 habitants en 2020.

## Géographie
Starosedlský Hrádek se trouve à 4,6 km au nord-est de Březnice, à 12,7 km au sud de Příbram et à 61 km au sud-ouest de Prague.
La commune est limitée par Horčápsko au nord-ouest, par Tochovice au nord, par Tušovice à l'est, par Nestrašovice au sud, et par Březnice au sud et à l'ouest.

## Histoire
La première mention écrite de la localité date de 1376.

## Transports
Par la route, Starosedlský Hrádek se trouve à 6,7 km de Březnice, à 18 km de Příbram et à 74 km de Prague.